# Antoine de Mitry

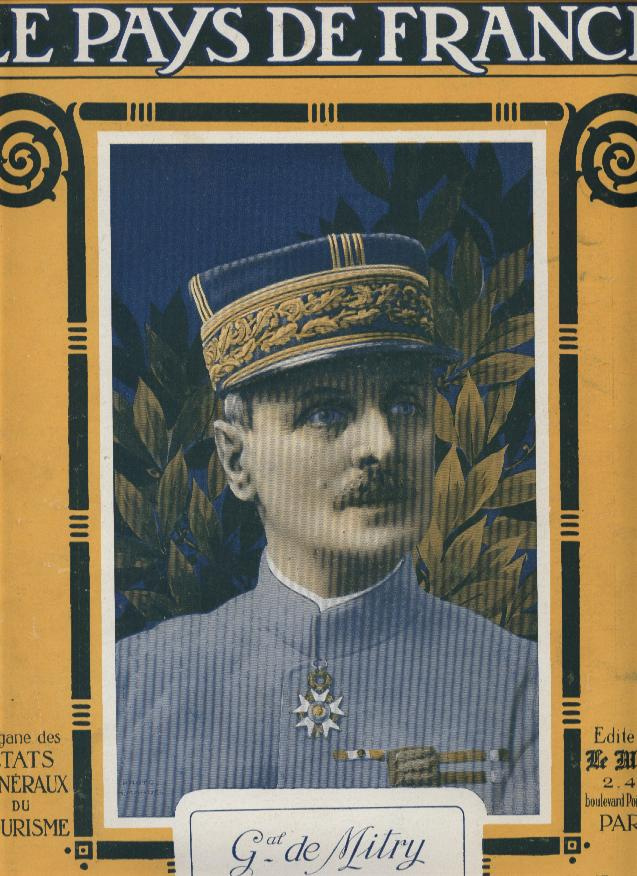
Antoine de Mitry in Le Pays de France (1918)

Marie Antoine Henri de Mitry (* 20. September 1857 in Leménil-Mitry, Département Meurthe-et-Moselle; † 18. August 1924) war ein französischer Kavallerieoffizier, zuletzt Général de division.

## Leben
Antoine de Mitry trat 1875 in die Militärschule Saint-Cyr ein und wurde zwei Jahre später als Sous-lieutenant dem 5e régiment de chasseurs à cheval zugeteilt. Er war Absolvent der École supérieure de guerre und diente zeitweilig im Generalstab. 1898 wurde er Chef d’escadrons des 2e  régiment de spahis algériens und 1910 Colonel und Regimentskommandant des 29e régiment de dragons.
Bei Ausbruch des Ersten Weltkriegs 1914 befehligte de Mitry zunächst eine Kürassierbrigade und erhielt am 27. August den Befehl über die 6. Kavalleriedivision. Mit dieser nahm er an der Schlacht an der Marne teil. Am 30. September 1914 übernahm er den Befehl über das II. Kavalleriekorps, mit dem er während des Wettlaufs zum Meer und der Ersten Flandernschlacht kämpfte. Er behielt den Befehl über dieses Korps bis Dezember 1916, als er das VI. Armeekorps übernahm. Mit letzterem nahm er 1917 an der Nivelle-Offensive teil.
Am 17. April 1918 erhielt de Mitry den Befehl über das zur Unterstützung der Briten während der Vierten Flandernschlacht gebildete Détachement d’armée du Nord und am 6. Juli über die aus diesem neu konstituierte 9e  Armée, mit der er an der Zweiten Schlacht an der Marne beteiligt war. Vom 23. Oktober 1918 an führte er die 7e  Armée bis zu ihrer Auflösung im Februar 1919.
De Mitry starb 1924 im Alter von 66 Jahren und wurde im Caveau des Gouverneurs der Cathédrale Saint-Louis-des-Invalides in Paris beigesetzt.